# Live and More (Fair Warning)
Live and More è il terzo album dal vivo del gruppo AOR/hard rock tedesco Fair Warning.

## Il disco
Si tratta di un album diviso in 2 dischi: il primo (intitolato Live) contiene il concerto, il secondo (intitolato More) contiene tracce inedite o riarrangiate.

## Tracce

### Disco 1: Live
1. Angels of Heaven
2. I'll Be There
3. Man on the Moon
4. Don't Give Up
5. Desert Song
6. We Used to Be Friends
7. Follow My Heart
8. Come On
9. Save Me
10. Burning Heart
11. Get a Little Closer
12. Stars and the Moon

### Disco 2: More
1. Like a Rock
2. Meant to Be
3. Out of the Night
4. All on Your Own (Different Version)
5. Give in to Love
6. Come On
7. Rivers of Love (Different Version)

## Formazione
- Tommy Heart (voce)
- Andy Malecek (chitarra)
- Helge Engelke (chitarra)
- Ule Ritgen (basso)
- C.C.Behrens (batteria)